# Rio Vitorino
Rio Vitorino är ett vattendrag i Brasilien.   Det ligger i delstaten Paraná, i den södra delen av landet, 1 200 km söder om huvudstaden Brasília.
Omgivningarna runt Rio Vitorino är en mosaik av jordbruksmark och naturlig växtlighet. Runt Rio Vitorino är det ganska tätbefolkat, med 120 invånare per kvadratkilometer.